# Узо

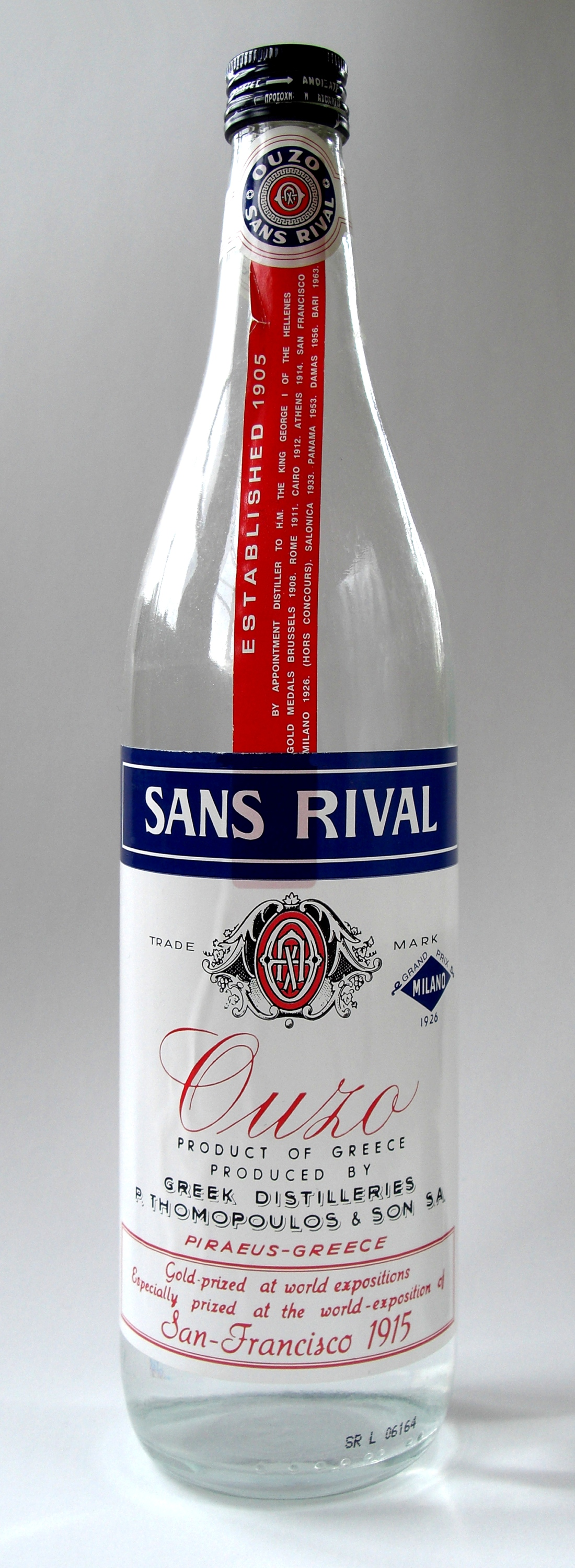
Бутылка Узо.

У́зо (греч. Ούζο) — крепкий алкогольный напиток с анисовой вытяжкой, производимый и распространяемый повсеместно в Греции. В сопредельных странах сходные по составу анисовые напитки называются ракы (в Турции), мастика (в Северной Македонии) и арак (традиционная анисовая водка в арабоязычных странах Ближнего Востока, Израиле и Осетии (осет. арахъ [araq])).

## Название
Слово происходит от тур. üzüm, что означает «виноградная гроздь» или «виноградная настойка».
Также в Греции словом «узо» называют анис, который является неотъемлемым ингредиентом этого напитка.
Анисовые бренди широко распространены по берегам Средиземного моря. В оттоманский период они получили распространение в Малой Азии и на Среднем Востоке.
Название «узо» было зарегистрировано как греческое в 1989 году, и напиток может производиться и носить такое название только в Греции.

## Производство
Узо — это дистиллят смеси этилового спирта (алкоголя) и различных ароматических трав, среди которых всегда присутствует анис. Узо, в отличие от ципуро, только в небольшой степени является продуктом перегонки винограда. По закону, этот процент составляет, по крайней мере, 20 %. Однако производится узо, имеющее и более высокий процент перегонки. Перегонка осуществляется в специальных дистилляторах (котлах), которые изготовлены предпочтительно из меди. После перемешивания составляющих частей наступает черёд брожения смеси, от одного раза и больше. Конечный продукт имеет, как правило, от 40 до 50 градусов.
В Греции районы с долголетней традицией производства узо — Лесбос, Тирнавос и Каламата. Напиток производится и потребляется во всей Греции.

## Потребление
Используется чаще всего как аперитив. Реже сопровождается различными закусками, такими, как кондитерские изделия, осьминог, салаты и т. д. Подаётся в маленьких, узких и высоких стаканах объёмом от 50 до 100 мл, куда добавляется небольшое количество холодной воды со льдом.
После добавления воды напиток приобретает характерный мутно-белый цвет, благодаря содержащимся в нём маслам аниса. Это происходит из-за того, что изначально анисовое масло растворено в спирте и является невидимым, но как только процент алкоголя снижается, масла выпадают из спирта и конденсируются в толще жидкости.
Узо не используется в коктейльных напитках, хотя на Кипре он составляет основу коктейля, называемого узини.